# Union internationale chrétienne des dirigeants d’entreprises
L'UNIAPAC (Union internationale chrétienne des dirigeants d’entreprises, ou Union Internationale des Associations Patronales Catholiques,) est une organisation œcuménique de dirigeants d'entreprises chrétiens qui fédère des associations de 38 pays d'Europe, d'Amérique Latine, d'Afrique et d'Asie, et présente depuis peu en Amérique du Nord, représentant plus de 45 000 dirigeants d'entreprises à travers le monde. Inspirée par la Pensée sociale chrétienne, l’UNIAPAC vise à promouvoir auprès des dirigeants d’entreprise la vision et la mise en œuvre d’une économie au service de la personne humaine et du bien commun.

## Histoire de l'UNIAPAC
Les prédécesseurs de l'organisation sont les fédérations nationales d'employeurs catholiques des Pays-Bas en 1915, de Belgique en 1921 et de France en 1926. En 1931, un groupe d'employeurs catholiques crée un Comité d'initiative international à l'occasion du 40ème anniversaire de l'encyclique Rerum novarum à Rome. En outre, ils prennent l'initiative d'organiser régulièrement les Internationales des associations patronales catholiques. L'UNIAPAC est fondée à Rome en 1931 sous le nom de « Conférences internationales des employeurs catholiques » par les organisations d'entrepreneurs catholiques de France, de Belgique et des Pays-Bas ainsi que par des observateurs d'Italie, d'Allemagne et de Tchécoslovaquie.
En 1946, sous la direction du Secrétaire général A.H.M. Albregst, l'UNIAPAC est renommée « Union Internationale des Associations Patronales Catholiques ». En 1948, l'UNIAPAC s'étend à l'Amérique latine, en commençant par le Chili. En 1958, un secrétariat international permanent est créé à Bruxelles avec le soutien de Léon Bekaert (Belgique) et de Peter H. Werhahn (Allemagne). En 1975, la première édition du Congrès mondial de l’UNIAPAC est lancée sous le nom de « Eglises-Entreprises transnationales: dialogues en Europe ». L’origine de ces dialogues est le développement d’une prise de conscience, de la part des entreprises et de l'Église, sur le rôle de l'entreprise dans la société. En 1991, l’UNIAPAC commémore à Rome le centenaire de Rerum novarum et présente à Sa Sainteté Jean-Paul II le livre « Les Églises face à l’entreprise – Cent ans de pensée sociale ».
Aujourd'hui, le siège de l'UNIAPAC est établi à Paris, avec Rodrigo Whitelaw comme Secrétaire général.

## Le réseau
L'UNIAPAC rassemble aujourd'hui des associations de chefs d'entreprise chrétiens de 38 pays d'Europe, d'Amérique latine, d'Afrique, d'Asie et depuis peu d'Amérique du Nord. Les associations membres de l’UNIAPAC représentent plus de 45 000 dirigeants d’entreprises très actifs à travers le monde, travaillant dans divers secteurs de premier plan de l’économie mondiale. Avec plus de 100 000 dirigeants d’entreprises reliés dans le monde, c'est dans un réseau mondial de plus de 3 000 000 de personnes qu'agit l'UNIAPAC.
Les 38 associations membres de l'UNIAPAC dans le monde sont :

### Europe
- ADIC – Association chrétienne des dirigeants et cadres (Belgique)
- Les EDC – Entrepreneurs et Dirigeants Chrétiens (France)
- BKU – Bund Katholischer Unternehmer (Allemagne)
- ÉrMe Hálózat (Hongrie)
- UCID – Unione Cristiana Imprenditori Dirigenti (Italie)
- MA'AM / Les EDC Liban – Forum des Affaires Islamo-Chrétien (Liban)
- PACE – Polish Association of Christian Entrepreneurs (Pologne)
- ACEGE – Associação Cristã de Empresários e Gestore (Portugal)
- VENITE (Slovaquie)
- ZKPS – Združenje krščanskih poslovnežev Slovenije (Slovénie)
- ASE – Acción Social Empresarial (Espagne)

### Amérique latine
- ACDE – Asociación Cristiana de Dirigentes de Empresa (Argentine)
- ADCE – Associação de Dirigentes Cristãos de Empresa (Brésil)
- USEC – Unión Social de Empresarios, Ejecutivos y Emprendedores Cristianos (Chili)
- AEC – Asociación de Empresarios Católicos (Colombie)
- ACES – Asociación Católica de Empresarios de Santiago (République dominicaine)
- ACE – Asociación Cristiana de Empresarios (Équateur)
- Confederación USEM – Unión Social de Empresarios de México (Mexique)
- ADEC – Association des Empresarios Cristianos (Paraguay)
- UNDEC – Unión Nacional de Dirigentes y Empresarios Católicos (Pérou)
- ACDE – Asociación Cristiana de Dirigentes de Empresa (Uruguay)

### Afrique
- ACGD – Associação Cristã de Gestores e Dirigentes (Angola)
- ACEB – Association des Acteurs Catholiques en Entreprise du Bénin (Bénin)
- ACATHA – Alliance Catholique des Hommes d'Affaires du Burkina (Burkina Faso)
- ALECC – Association des Leaders et Entrepreneurs Chrétiens du Cameroun (Cameroun)
- AGEPC – Associação de Gestores, Empresários e Profissionais Católicos (Cap-Vert)
- EDICC – Entrepreneurs et Dirigeants Chrétiens du Congo (Congo Brazzaville)
- MCC – Mouvement Chrétien des Cadres et Dirigeants (Gabon)
- MIDEC – Mouvement Ivoirien des Dirigeants et Cadres d'Entreprise Chrétiens (Côte d'Ivoire)
- MDCM – Mouvement des Dirigeants Chrétiens de Madagascar (Madagascar)
- ACGDESTP – Associação Cristã de Gestores e Dirigentes (São Tomé-et-Príncipe)
- ADECCS – Association des Dirigeants, Entrepreneurs et Cadres Catholiques du Sénégal (Sénégal)
- UCCT – Union des Cadres Chrétiens du Tchad (Tchad)
- ACDESA – Acteurs Chrétiens pour le Développement Economique et Social de l'Afrique (Togo)
- ACE – Association of Christian Entrepreneurs (Zimbabwe)

### Asie
- BCBP – Brotherhood of Christian Businessmen and Professionals (Philippines)
- CBEG – Catholic Business Executives Group (Thaïlande)

### Amérique du Nord
L'UNIAPAC est en pleine expansion en Amérique du Nord, notamment aux États-Unis , et est actuellement en train de créer une nouvelle association, nommée Fellow Association of Christian Entrepreneurs (FACE), basée à Miami.
L'UNIAPAC compte également sur l'association His Way at Work comme membre associé.

## Liste des présidents de 1956 à 2024
- 1956-1959 : Giuseppe Mosca (Italie)
- 1960-1964 : Peter H. Werhahn (de) (Allemagne)
- 1965-1968 : Léon de Rosen (France)
- 1969-1972 : Reinier AHM Dobbelmann (Pays-Bas)
- 1973-1976 : Romuald Burkard (Suisse)
- 1977-1981 : Carlos E. Dietl (Argentine)
- 1981-1985 : Léon Antoine Bekaert (Belgique)
- 1986-1987 : Philippe de Weck (Suisse)
- 1988-1990 : Ernst van den Biggelaar (Pays-Bas)
- 1990-1993 : Michel Albert (France)
- 1994-1996 : Guy de Wouters (Belgique)
- 1997-2000 : Domingo Sugranyes Bickel (Espagne)
- 2000-2003 : H. Onno Ruding (Pays-Bas)
- 2003-2006 : Étienne Wibaux (France)
- 2006-2009 : José Ignacio Mariscal (Mexique)
- 2009-2014 : Pierre Lecocq (France)
- 2014-2017 : José Maria Simone (Argentine)
- 2017-2020 : Rolando Medeiros (Chili)
- 2020-2024 : Bruno Bobone (Portugal)
- 2024-aujourd'hui : Sigrid Marz (Allemagne)